# Johannes Brassart
Johannes Brassart, noto anche come Jean Brasart (Lauw, 1400 – prima del 22 ottobre 1455), è stato un compositore fiammingo, appartenente alla scuola di Borgogna ed attivo nel periodo di transizione fra il medioevo ed il rinascimento. Della sua produzione musicale ci sono pervenute soltanto musiche vocali sacre tipiche del XV secolo.

## Biografia
Egli nacque, molto probabilmente, nella città di Lowaige nella provincia del Limburgo, anche se la data è soltanto approssimativa. Dal 1422 al 1431 egli servì presso la chiesa di St. Jean l'Evangéliste a Liegi, dove ebbe la funzione di vice maestro del coro. Intorno al 1425 fu a Roma, dove rimase fino al 1431 come cantore, e forse anche come compositore, nella cappella papale. Egli fu nel coro assieme ai compositori Arnold de Lantins e Guillaume Dufay.  Durante questo periodo Brasart compose, molto probabilmente, il mottetto O flos fragrans, che fu tanto popolare da apparire in diversi manoscritti del tempo così come Te dignitas presularis.
Nel 1432 Brassart andò a Basilea, dove fu cantore presso la Council chapel, e due anni dopo l'imperatore Sigismondo gli affidò la direzione della cappella musicale dove rimase fino al 1443. Nel 1445 tornò a Liegi dove ebbe un posto nella collegiata di St. Paul. Un'iscrizione del 22 ottobre 1455 cita di una messa in suo suffragio ad indicare che dovette morire pochi giorni prima.

## Musica
La musica di questo periodo è molto scarsa in quanto molti archivi di Liegi vennero distrutti quando Carlo I di Borgogna saccheggiò la città nel 1468. Nonostante ciò diverse opere di Brassart sono sopravvissute e fra queste un mottetto, otto introito e diversi pezzi di messe.
La sua musica è tipica dello stile iniziale della scuola di Borgogna, scritta con la tecnica del falso bordone e dell'isoritmia. Tutte le sue opere a noi giunte sono costituite da musica sacra e sono parti staccate di messa, introiti e mottetti. Uno di essi è in lingua tedesca e molto probabilmente fu scritto mentre era al servizio di Sigismondo. Spesso usò la tecnica del cantus firmus e con una parte melodica alla voce più alta.
Gli introiti sono fra i primi a noi noti, scritti in stile polifonico, usati nel proprio della messa.
I movimenti della messa sono tutti a tre voci, molto spesso con l'impiego del falso bordone, mentre i mottetti sono normalmente isoritmici. Molti mottetti sono a quattro voci, ed una delle caratteristiche compositive e quella di un ingresso di due voci alte alle quali si associano poi le altre. Il suo mottetto più famoso, O flos fragrans, è molto simile ai mottetti di Guillaume Dufay probabilmente in quanto i due compositori ebbero modo di conoscersi bene durante il periodo trascorso a Roma mentre erano entrambi nella cappella papale.

## Registrazione
- Arnold de Lantins, Missa Verbum Incarnatum, Ricercar CD RIC 207, sung by the Capilla Flamenca Psallentes.  Contains the motet Ave Maria by Johannes Brassart.